# تپه شاهبداغ ۲
تپه شاهبداغ ۲ مربوط به دوران‌های تاریخی پس از اسلام است و در شهرستان همدان، بخش مرکزی، روستای شاه بداغ واقع شده و این اثر در تاریخ ۱۷ اسفند ۱۳۸۱ با شمارهٔ ثبت ۷۵۹۳ به‌عنوان یکی از آثار ملی ایران به ثبت رسیده است.